# Vladimir Petrovich Vetchinkin
Vladimir Petrovich Vetchinkin (em russo: Владимир Петрович Ветчинкин) (Kutno, 29 de junho de 1888 - Moscou, 6 de março de 1950) foi um cientista soviético que atuou nos campos de aerodinâmica, aeronáutica, e energia eólica.
Vladimir Petrovich nasceu em Kutno (área polonesa sob domínio russo) e era filho de um militar. Formou-se pelo Colégio Técnico de Moscou em 1915, onde foi pupilo de Nikolai Jukovsky. Em 1913, junto com o prof. Jukovsky, criou uma teoria dos vórtices dos propulsores das aeronaves. Em 1916, ambos criaram o departamento de testes e cálculo aeronáutico no laboratório do túnel de vento do Colégio Técnico de Moscou. Em 1918, Vladimir foi co-fundador do Instituto Central Jukovsky de Aerodinâmica.
Em 1914, Vetchinkin começou a trabalhar junto com Anatoly Georgievich Ufimtsev em moinhos de vento de alta performance para geração de energia elétrica. Eles construíram um gerador de energia eólica experimental de 8 kilowatt em 1929 na cidade de Kursk.
Entre 1921-25, Vetchinkin fez estudos sobre a teoria dos foguetes e foi o primeiro a apresentar uma teoria correta do voo interplanetário baseada na transferência de órbitas elípticas — uma ideia que geralmente é creditada a Walter Hohmann. Foi membro da Sociedade de Estudos de Viagem Interplanetária.
Vetchinkin tornou-se professor na Academia Zhukovsky da Força Aérea em 1923, tendo falecido em Moscou no ano de 1950.